# Parergodrilus heideri
Parergodrilus heideri är en ringmaskart som beskrevs av Reisinger 1925. Parergodrilus heideri ingår i släktet Parergodrilus och familjen Parergodrilidae. Arten är reproducerande i Sverige. Inga underarter finns listade i Catalogue of Life.